# ICO
ICO – format grafiki dla ikon systemu Microsoft Windows składający się z jednego obrazu lub wielu obrazów o różnej rozdzielczości oraz głębi kolorów, co pozwala na właściwe skalowanie. W Microsoft Windows każdy program, element pulpitu, Menu Start lub Eksploratora Windows musi mieć ikonę w formacie ICO.
Format CUR jest niemal identycznym z ICO formatem zapisu statycznych kursorów w Microsoft Windows. Jedyne różnice to bajty używane w identyfikacji oraz dodanie w formacie CUR punktu skupienia zdefiniowanego jako przesunięcie w osiach XY w stosunku do lewego górnego rogu kursora, części wskazywanej myszą przez użytkownika.

## Historia
Wprowadzone w Windows 1.0 ikony miały rozmiar 32×32 pikseli i były czarno-białe, a wsparcie dla 256 kolorów dodano w Windows 3.0.
Win32 wprowadził obsługę 16,7 miliona kolorów (Truecolor) oraz rozmiar maksymalny ikony 256×256 pikseli. W Windows 95 wprowadzono również nowy silnik bitmap niezależnych od sprzętu (Device-independent Bitmap, DIB), jednakże 256 kolorów było domyślną głębią koloru w Windows 95. Istniała również możliwość włączenia trybu 65536 kolorów (Highcolor) w ikonach przez modyfikację wartości rejestru Shell Icon BPP lub kupno Microsoft Plus! dla Windows 95. Wartość Shell Icon Size pozwala na użycie większych ikon zamiast 32×32 pikseli, a Shell Small Icon Size własnych rozmiarów zamiast 16×16 pikseli. Pomimo to wszystkie wersje do Windows XP plik ikony mógł mieć rozmiary od 1×1 pikseli do 256×256 pikseli, w tym rozmiary o proporcjach innych niż kwadratu, 16, 256, 65536 lub 16,7 miliona kolorów, ale powłoka nie mogła wyświetlić największych ikon. Obszar powiadomień paska narzędziowego obsługiwał wyłącznie ikony z 16 kolorami aż do Windows Me, w którym wprowadzono obsługę ikon z 256 kolorami.
Windows XP dodaje obsługę 32-bitowego koloru (16,7 miliona kolorów i kanał alfa) w ikonach, co umożliwiło rysowanie półprzezroczystych obszarów, takich jak cienie, antyaliasing oraz obszarów podobnych do szkła.
Windows XP domyślnie używa w Eksploratorze Windows ikony o rozmiarach 48×48 pikseli. Można wymusić użycie rozmiarów sięgających 256×256 pikseli przez modyfikację wartości Shell icon size, ale to powoduje powiększenie ikon o rozmiarach 32×32 piksele. Microsoft zaleca dla Windows XP rozmiary ikon nie większe niż 48×48 pikseli. Windows XP może czytać ikony o wymiarze 256×256 pikseli i większe oraz może je skalować, jeśli nie ma dostępnych odpowiednich wymiarów.
Windows Vista dodaje obsługę ikon 256×256 pikseli jako osobny widok w Eksploratorze Windows i wspiera (ale nie wymaga) skompresowanego obrazu PNG. Microsoft zaleca zapis obrazów 256×256 w ikonach w formacie PNG, aby zmniejszyć całkowity rozmiar pliku ikony. Eksplorator Windows w Windows Vista wspiera płynne skalowanie ikon do niestandardowych rozmiarów, które jest renderowane w locie, gdy plik ikony nie zawiera grafiki o określonych wymiarach. Powłoka Windows Vista dodaje pasek powiększania dla ikon. Dla użytkowników używających wysokich rozdzielczości i trybów DPI, zaleca się większe formaty ikon (takie jak 256×256 pikseli).

## Rozmiary ikon
Rozmiary ikon systemu Windows dla formatu ICO:
- standardowe: 256×256 (kod skaluje się od 32 do 256), 48×48, 32×32 i 16×16 pikseli
- dodatkowe rozmiary: 128×128, 96×96, 64×64, 40×40, 24×24, 20×20, 14×14, 10×10 i 8×8 pikseli[8].

### Ikonypulpitu
- duże ikony – 96×96 pikseli (automatycznie renderowane przez Windows z 256×256 pikseli)
- średnie ikony – 48×48 pikseli
- małe ikony – 16×16 pikseli.

### Ikonypaska zadań
- ikony aplikacji przypięte do paska zadań – 32×32 pikseli.

## Typ MIME
Oficjalnie zarejestrowany przez IANA typ MIME dla plików ICO to image/vnd.microsoft.icon, zarejestrowany w 2003 roku. Przed rejestracją używano błędnych typów: image/ico, image/icon, text/ico oraz application/ico wraz z nieoficjalnym image/x-icon.
Kiedy używano formatu ICO w elementach (X)HTML img, Internet Explorer w wersjach 6 – 9b2 nie mógł wyświetlać plików z prawidłowym typem MIME. Środkiem zastępczym jest użycie niestandardowego typu MIME image/x-icon.